# Pandinurus sudanicus
Espèce
Synonymes
- Pandinus exitialis sudanicus Hirst, 1911
- Pandinus vachoni Rossi, 2014
- Pandinurus prendinii Rossi, 2015

Pandinurus sudanicus est une espèce de scorpions de la famille des Scorpionidae.

## Distribution
Cette espèce se rencontre au Soudan, au Soudan du Sud et au Tchad,,.

## Description
La femelle holotype mesure 111 mm
Pandinurus sudanicus mesure de 90 à 111 mm.

## Systématique et taxinomie
Cette espèce a été décrite sous le protonyme Pandinus exitialis sudanicus par Hirst en 1911. Elle est placée en synonymie avec Pandinus magretti par Birula en 1928. Elle est relevée de synonymie par Kovařík en 2012. Elle est placée dans le genre Pandinurus par Rossi en 2015.
Pandinus vachoni est placée en synonymie par Prendini en 2016. Pandinurus prendinii est placée en synonymie par Kovařík, Lowe, Soleglad et Plíšková en 2017.

## Étymologie
Son nom d'espèce lui a été donné en référence au lieu de sa découverte, le Soudan anglo-égyptien.

## Publication originale
- Hirst, 1911 : « Scorpions and Solifugae collected by Captain S. S. Flower in the Anglo-Egyptian Sudan. » Annals and Magazine of Natural History, sér. 8, vol. 7, p. 217-222 (texte intégral).